# Арбель (гора)
Арбель (івр. הר ארבל) — гора і національний парк у Нижній Галілеї, в Ізраїлі, на північний захід від міста Тверія, на північ від долини Арбель.
Гора Арбель здіймається на 181 м над рівнем моря, і приблизно на 390 м над рівнем Мертвого моря, домінує над околицями (більша частина навколишньої місцевості розташована нижче рівня моря), а з оглядового майданчика на вершині гори видно майже всю Галілею і Голанські висоти, зокрема Цфат, Тверію і більшу частину Тиверіадського озера. На горі є чотири села: Кфар-Зейтім, Арбель, Кфар-Хіттім і Міцпа.

## Історія
Поруч з горою Арбель розташовані руїни стародавнього єврейського поселення із синагогою, що датується приблизно IV ст. н. е. зі збереженими лавками і колонами.

У самій горі вирито кілька печерних жител, розширених від природних печер. Є єврейські укріплення, збудовані в цьому районі у період Другого Храму. Збереглися стіни укріплень, що захищають деякі з цих печер від VII століття, побудовані Алі Беком, сином друзького правителя Фахра ад-Дін аль-Маані. Йосип Флавій пише про те, що Ірод Великий за допомоги римських солдатів переміг деяких з останніх бунтівників, які підтримували царя Хасмонеїв Антигона і знайшли собі притулок у скелях гори Арбель.
Ці печери виявлено на крутих схилах гори, і армія з будь-якого боку не могла наблизитися до них, оскільки тільки вузькі звивисті стежки вели до входу в печери, а бік, що виходить за верхню частину печер, спускався в глибоку прірву і перебував прямо на стрімкому схилі.Оригінальний текст (івр.)
המערות האלה נמצאו בצלעות הרים תלולים ומכל עבר לא יכול הצבא לגשת אליהן, כי רק משעולים צרים ונפתלים הוליכו אל פי המערות, והצלע אשר מעבר פני המערות מלמעלה, ירד אל תהום עמוקה והיה זקוף על פי תהום.
— Йосип Флавій, «Юдейські війни», I, глава 16
Печери на крутому північному боці повторно використала в османський період династія друзів Маані для створення печерного замку, відомого як «Калат-ібн-Маан».

## Заповідник і національний парк
Цей район, оголошений заповідником у 1967 році, охоплює 1400 дунамів. Національний парк (8509 дунамів) включає більшу частину струмка Арбель (довжиною 10 км), що починається поблизу Ейлабуна і впадає в Мертве море поблизу поселення Мигдаль. Заповідник охоплює тільки територію безпосередньо навколо гори.
На південному боці гори пролягають сільськогосподарські та пасовищні землі, а з вершини йде крутий спуск майже на 400 метрів. Тут у скелю вбито металеві поруччя, щоб допомогти тим, хто хоче спуститися вниз у долину, які ведуть до бедуїнського села Хамаам.
Гора Арбель, з її 110-метровим стрімким вертикальним перепадом, є єдиною відомою горою в Ізраїлі, яка служить місцем для стрибків з трампліна. Підйом на вершину гори Арбель з півдня включено в Національну стежку Ізраїлю, а підхід з заходу є частиною «Шляху Ісуса», стежки сходяться на вершині гори.

## Гробниці біблійних персонажів
На горі Арбель розташована стародавня печера, в якій, згідно з єврейською традицією, поховано Сіфа, сина Адама. За дослідженням, проведеним Ізраїлем Герцбергом та Йоссі Степанським, вони припустили, що там також поховано синів Якова: Реувена, Шимона Леві і дочку Діну.

## Галерея
|  |  |  |  |
|  |  |  |  |